# Кајану (Клуж)
Кајану (рум. Căianu) насеље је у Румунији у округу Клуж у општини Кајану. Oпштина се налази на надморској висини од 339 m.

## Становништво
Према подацима из 2011. године у насељу је живело 588 становника.